# Parkerdam

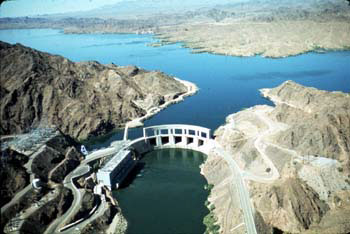
Zicht op Parkerdam vanuit de lucht. Californië bevindt zich in links op de foto.

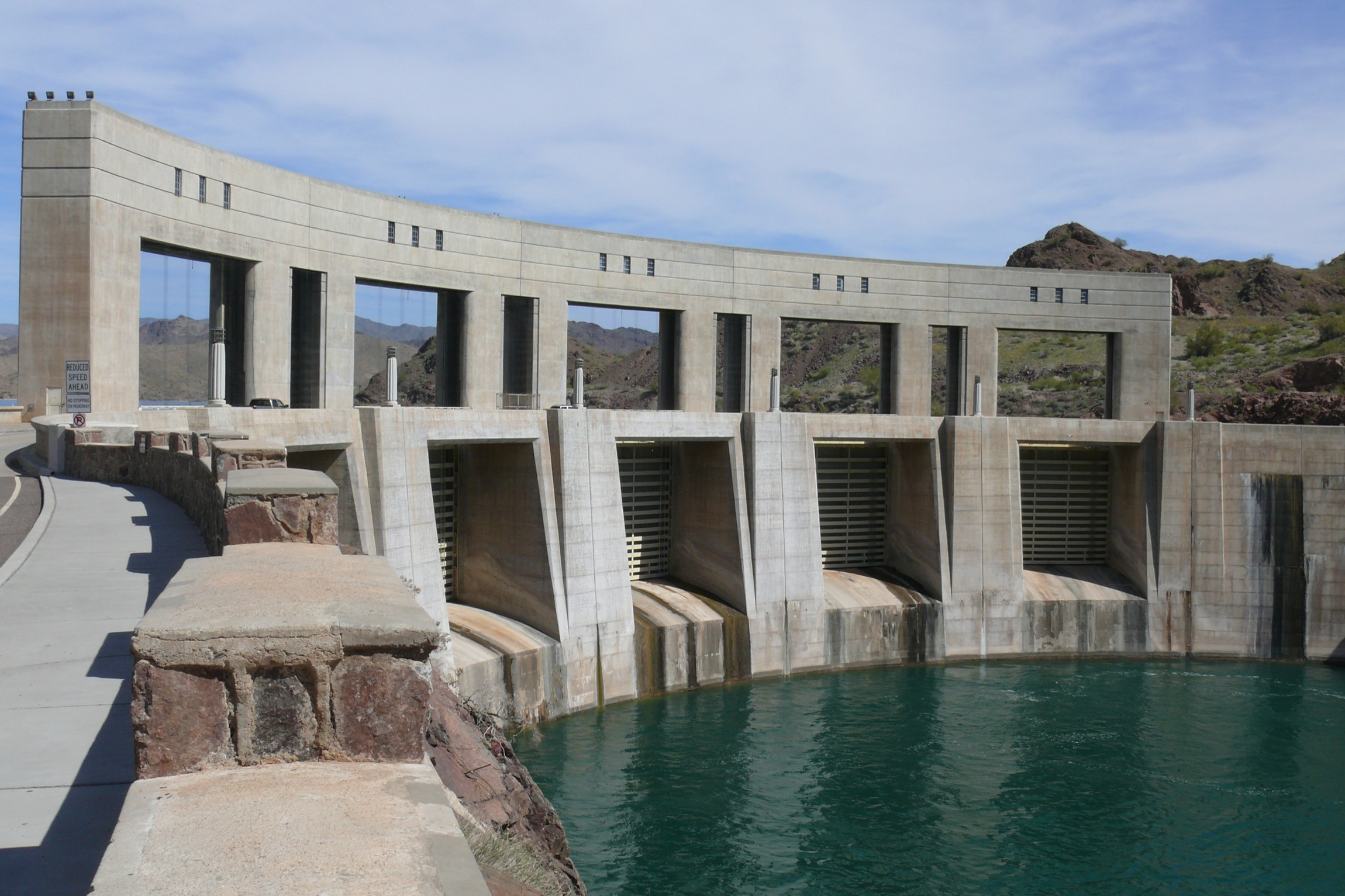
Parkerdam

De Parkerdam is een betonnen boogdam in de rivier de Colorado op de grens tussen de Amerikaanse deelstaten Californië en Arizona, zo'n 249 kilometer stroomafwaarts van de Hooverdam.
Het Bureau of Reclamation bouwde de stuwdam tussen 1934 en 1938 met als hoofddoel het genereren van elektriciteit. De bouw was een controversiële kwestie in Arizona, waar de lokale overheid zich tegen het plan verzette. Toen het ministerie van Binnenlandse Zaken de staat voor de rechter sleepte, gaf het Hooggerechtshof de staat gelijk: het Amerikaans Congres had geen directe toestemming gegeven en Californië had het recht niet om zomaar op het grondgebied van Arizona te bouwen. Uiteindelijk gaf Arizona groen licht in ruil voor de toestemming voor het Gila-irrigatieproject.
De Parkerdam is 98 meter hoog; 72 meter daarvan bevinden zich onder de rivierbedding, waardoor de dam de "diepste dam ter wereld" is. Het stuwmeer gevormd door de dam heet Lake Havasu en bevat grofweg 798.000.000 m³ water. Het water wordt via het Colorado River Aqueduct naar de verstedelijkte gebieden van Zuid-Californië gevoerd.